# Buddy Anderson
Bernard Hartwell Anderson detto anche Buddy o Step-Buddy (Oklahoma City, 14 ottobre 1919 – Kansas City, 10 maggio 1997) è stato un trombettista statunitense.
Avviato a sette anni allo studio del violino, Anderson iniziò a suonare la tromba nella banda del suo liceo. A 15 anni si arruolò nella banda territoriale, iniziando la sua carriera professionistica.
Anderson, che trascorse tutta la prima parte della sua carriera nell'Ovest, fu fra gli animatori della scena jazz di Oklahoma City e di Kansas City durante il periodo d'oro: alla fine degli anni 1930 faceva parte dell'orchestra di Jay McShann assieme ad un giovanissimo Charlie Parker che cominciava allora a scoprire il linguaggio che il bebop avrebbe reso famoso e che divenne il pupillo di Anderson. Secondo alcune fonti, fu proprio Anderson a presentare Parker a Dizzy Gillespie durante un tour dell'orchestra a New York, dando così una potente spinta alla nascita del bebop, movimento in cui lo stesso Anderson si sarebbe poi arruolato. Gran parte della sua discografia si riferisce a sedute effettuate come sideman in quegli anni, spesso con gruppi capeggiati da Parker. Anderson fu a New York negli anni 40 suonando come sideman per Benny Carter, Sabby Lewis, Roy Eldridge e Billy Eckstine. Durante un tour a St. Louis con Eckstine, Anderson si ammalò (seppe più tardi che si trattava di tubercolosi) e Gillespie lo rimpiazzò con un giovane trombettista trovato tra il pubblico. Nella sua autobiografia, Miles Davis  ricorda questo episodio come quello che gli indicò la strada che voleva percorrere. La malattia arrestò la carriera di Anderson, che passò al pianoforte e tornò verso casa. Fino alla fine degli anni 80 fu ad Oklahoma City, dove dava concerti e presiedeva il sindacato dei musicisti.
Trascorse gli ultimi anni a Kansas City, dove nel 1992 venne riscoperto come una gloria locale, scrivendo poesie e musica, e suonando in concerto o in jam session ogni volta che gliene veniva offerta l'occasione.

## Fonti
- Miles Davis, "L'autobiografia con Quincy Troupe"
- Biografia, su answers.com.

| Controllo di autorità | VIAF (EN) 7531152331615703260003 · ISNI (EN) 0000 0004 6472 2635 · Europeana agent/base/112661 · BNF (FR) cb141497553 (data) |